# Sindrome MERRF
Per  Sindrome MERRF  (o epilessia mioclonica con fibre rosse raggrinzite) in campo medico si intende un quadro clinico complesso da difetto mitocondriale. È estremamente rara, con una prevalenza stimata di 1 / 400 000 nell'Europa settentrionale e ha diversi gradi di espressività a causa dell'eteroplasmia.

## Epidemiologia
La sua incidenza è quasi di 1 persona su 400 000, con prevalenza maggiore negli USA. L'età di esordio è adolescenziale.

## Sintomatologia
Fra i sintomi e i segni clinici ritroviamo :
- sordità
- visione notturna diminuita
- bassa statura
- atassia
- debolezza muscolare
- epilessia mioclonica progressiva
- difficoltà a sostenere un esercizio fisico prolungato
- "Fibre Rosse raggrinzite" - gruppi di mitocondri malati si accumulano nella regione subsarcolemmale della fibra muscolare quando il tessuto muscolare è colorato con colorazione tricromica Gomeri
- demenza (raramente).

A seconda del DNA mitocondriale mutato cambiano le manifestazioni riscontrate. Alcuni pazienti inoltre possono manifestare achinetopsia ad intermittenza.

## Geni mutati
La sindrome di MERRF è causata da una mutazione alla posizione 8344 nel genoma mitocondriale in oltre l'80% dei casi. Questa mutazione interferisce il gene mitocondriale per tRNA-Lys e così interrompe la sintesi di proteine essenziali per la fosforilazione ossidativa.
Molti geni sono coinvolti. Tra cui:
- MT-TK[3] Le principali mutazioni per il gene MT-TK sono MTTK MERRF8344G e MTTK MERRF8356G
- MT-TL1
- MT-TH[4]
- MT-TS1[5]
- MT-TS2
- MT-TF[6]

## Diagnosi
Il sospetto diagnostico viene fatto raccogliendo i sintomi principali e tramite biopsia muscolare.  Alla biopsia saranno evidenti le fibre muscolari rosse raggrinzate: in pazienti con sindrome si osservano aggregati di mitocondri anormali che si accumulano principalmente nelle cellule muscolari.

## Trattamento
Come molte malattie mitocondriali, non esiste alcuna cura per la MERRF e il trattamento è principalmente sintomatico. Alta dosi di Coenzima Q10 e L-Carnitina sono state provate con scarso successo come terapie con la speranza di migliorare la funzione mitocondriale.